# Ulica Pie in Pina Mlakarja, Novo mesto
Ulica Pie in Pina Mlakarja je ena od ulic v Novem mestu. Ulica je bila leta 2007 poimenovana po slovenskih baletnikih Pii in Pinu Mlakarju, nahaja pa se v novomeški soseski Gotna vas.